# Helluhraunsöxl
Helluhraunsöxl är ett berg i republiken Island. Det ligger i regionen Austurland, 300 km öster om huvudstaden Reykjavík. Toppen på Helluhraunsöxl är 781 meter över havet, eller 81 meter över den omgivande terrängen. Bredden vid basen är 1,7 km.
Trakten runt Helluhraunsöxl är nära nog obefolkad, med mindre än två invånare per kvadratkilometer. Det finns inga samhällen i närheten. Trakten runt Helluhraunsöxl består i huvudsak av gräsmarker.